# ジェイムス・マンチャム

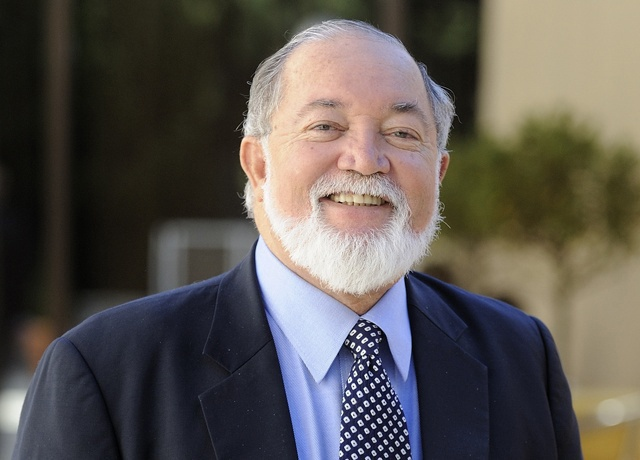
ジェイムス・マンチャム（2014年撮影）

サー・ジェイムス・リチャード・マリー・マンチャム（Sir James Richard Marie Mancham KBE、1939年8月11日 - 2017年1月8日）は、セーシェルの政治家。
セーシェル共和国初代大統領（在任1976年-1977年）、セーシェル植民地首相（1970年-1975年）、セーシェル自治領首相（1975年-1976年）をそれぞれ務めた。

## 経歴
マンチャムは1939年、イギリスの王領植民地だったセーシェルの首都・ヴィクトリアでイギリス人の裕福な実業家の家庭に生まれた。また、華僑の血も引いている。母親はフランス人の血を引いている。セーシェルにイギリスからの独立の動きが起こると、マンチャムはセーシェル民主党を結成し、2005年まで党首の座にあった。セーシェル民主党は資本主義と保守主義を柱とし、ソ連の支援を受けたフランス＝アルベール・ルネ率いるセーシェル人民統一党と政権を争った。マンチャムはセーシェル植民地の主席大臣として空港の設備を改善し、世界からセーシェルへのアクセスを容易にした。このため、観光業が発展し経済は成長した。独立するとマンチャムの民主党はルネの人民統一党と連立を組み、マンチャムが大統領に、ルネは首相に就任した。しかし独立1年後の1977年6月、マンチャムはタンザニアで訓練を受けた部隊を率いたルネのクーデターで失脚し、亡命を余儀なくされた。1992年、ルネ政権が複数政党制を認めるとマンチャムは帰国し、1993年7月の大統領選挙では36.72%を得てルネに次ぐ得票数となった。1998年3月の大統領選挙にも出馬したが、このときは13.8%の得票で3位となった。
2017年1月8日、死去。77歳没。